# 保羅·庫克
保羅·庫克（英語：Paul Cook；1943年3月3日—）是美国的一位政治人物，曾擔任加利福尼亚州的聯邦眾議員和州眾議員。

## 生平
自2013年開始，他是加利福尼亞州第8選舉區選出的美國眾議院議員。他的黨籍是共和黨。他曾經在美國海軍陸戰隊服役，官至上校，並且也是大學教授。